# Fusobacteriota
Fusobacteriota, dříve Fusobacteria (česky též fusobakterie, fuzobakterie) je nevelký kmen bakterií, který zahrnuje několik rodů v jediné čeledi Fusobacteriaceae. Zástupci jsou anaerobní gramnegativní tyčinky. Jsou to chemoorganotrofní heterotrofové.
Některé druhy jsou součástí běžné mikroflóry trávicí soustavy. Mnohá Fusobacteria jsou však patogenní a způsobují široké spektrum lidských onemocnění, jako je nekróza tkání, tropické vředy a septikémie, zřejmě však hrají roli v onemocněních plodu a předčasných porodech. Mezi známé druhy patří Fusobacterium nucleatum a Fusobacterium necrophorum.